# Robustezza (informatica)
In termini generali, la robustezza di un software o di un algoritmo è la sua capacità (e la capacità del programmatore) di comportarsi in modo ragionevole in situazioni impreviste, non contemplate dalle specifiche. Situazioni di questo tipo in genere riguardano errori ed eccezioni di varia natura (dati di input scorretti, fallimenti di componenti software o hardware esterni al sistema e interagenti con esso, e così via). Anche in questo caso, l'idea intuitiva della robustezza implica certamente considerazioni di valore sugli effetti dannosi che il sistema o l'utente subiscono se il sistema reagisce in modo "irragionevole" a situazioni impreviste.